# 警察特別行動組
警察特別行動組（西班牙文：Grupo de Operaciones Policiales Especiales，縮寫：GOPE；英文：Police Special Operations Group）是智利的特警部隊，主要在全國處理高风险的警察行动，包括拆弹、追殺和炸弹與爆炸物追踪，並且在需要協助時給予支援，避免不必要的傷亡。

## 裝備
下列為不完全的裝備紀錄。

### 通訊器材
- 強力望遠鏡
- 金屬探測器

### 防暴裝備
- 阻燃頭套
- 防彈盔
- 防爆風鏡
- 護耳罩
- 防毒面具
- 戰術背心
- 防彈衣
- 護膝
- 戰術靴
- 防彈盾

### 槍械
- 奥地利： 格洛克17
- 德国： HK MP5衝鋒槍
- 奥地利： 斯泰爾AUG突擊步槍
- 美国： M4卡賓槍
- 瑞士： SIG SG 540突擊步槍

#### 其他
- 戰術電筒
- 後備彈匣
- 鐵鎚
- 閃光彈
- 煙霧彈
- 震眩彈（或稱震攝彈、震撼彈和盲襲彈）
- 催淚彈
- 定向炸藥